# 公孙度 (西汉)
公孫度（？—？），菑川薛人。西漢時期官員。丞相、平津侯公孫弘子。

## 生平
公孫度嗣爵平津侯，為山陽太守十餘年。元封四年（前107年），徵詔巨野令史成前往公車，公孫度滯留而不遣送，坐論為城旦。
漢平帝元始年間，修功臣後。
下詔說：

漢興以來，股肱在位，身行儉約，輕財重義，未有若公孫弘者也。位在宰相封侯，而為布被脫粟之飯，奉祿以給故人賓客，無有所餘，可謂減於制度，而率下篤俗者也，與內厚富而外為詭服以釣虛譽者殊科。夫表德章義，所以率世厲俗，聖王之也。其賜弘後子孫之次見為適者，爵關內侯，食邑三百戶。